# Condado de Mathews
O Condado de Mathews é um dos 95 condados do estado americano de Virgínia. A sede do condado é Mathews, e sua maior cidade é Mathews. O condado possui uma área de 653 km² (dos quais 431 km² estão cobertos por água), uma população de 9 207 habitantes, e uma densidade populacional de 41 hab/km² (segundo o censo nacional de 2000). O condado foi fundado em 1791.